# Jérdevo
Jérdevo (en rus: Жердево) és un poble de l'óblast de Vladímir, a Rússia, segons el cens del 2010 tenia 6 habitants. Pertany al districte de Kirjatx.